# Ativador enzimático

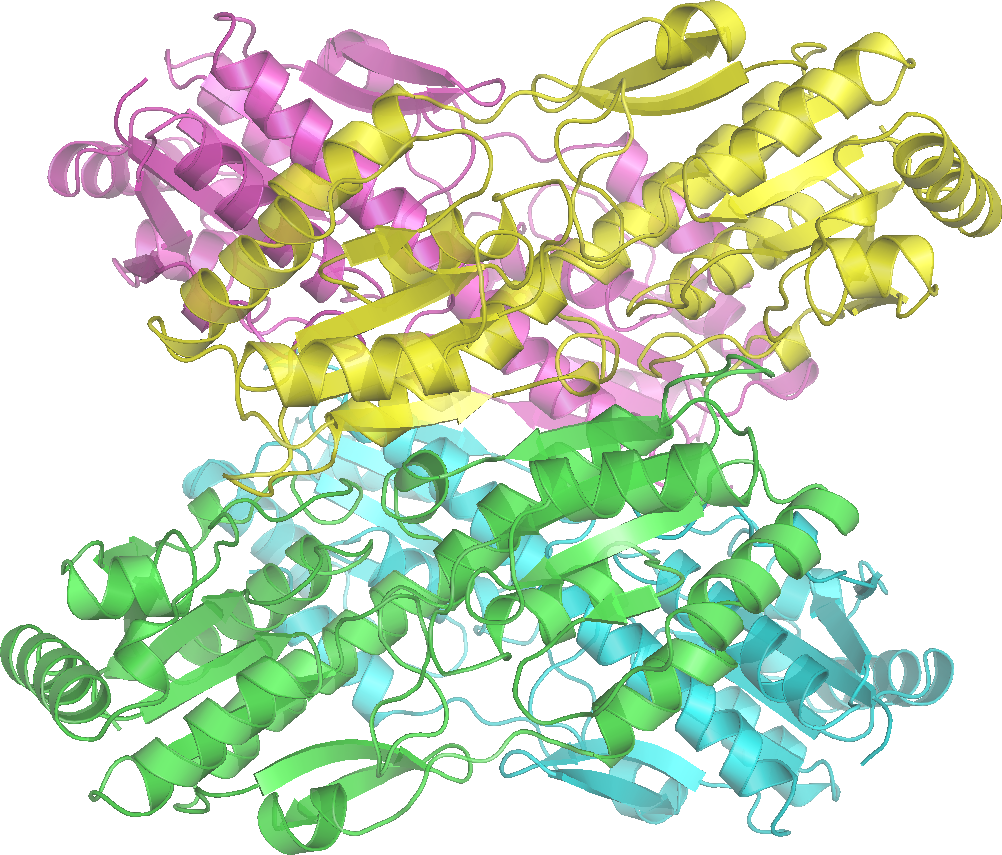
Bacillus stearothermophilus
fosfofrutoquinase..

Ativadores enzimáticos são moléculas que unem enzimas e aumentam sua atividade. Podem também ser definidos como substâncias, mas que não sejam o catalisador de uma reação enzimática ou uma das substâncias do substrato que aumente a taxa de reação enzimática. Estas moléculas estão frequentemente envolvidas na regulação alostérica de enzimas no controle do metabolismo. Um exemplo de um ativador enzimático atuando neste sentido é a frutose 2,6-bisfosfato, a qual ativa fosfofrutoquinase 1 e aumenta a taxa de glicólise em resposta ao hormônio glucagon.